# Хегедюш, Роберт
Роберт Хегедюш (венг. Hegedűs Róbert; 19 февраля 1973, Будапешт) — венгерский гребец-байдарочник, выступал за сборную Венгрии в середине 1990-х — начале 2000-х годов. Участник летних Олимпийских игр в Атланте, семикратный чемпион мира, пятикратный чемпион Европы, победитель многих регат национального и международного значения.

## Биография
Роберт Хегедюш родился 19 февраля 1973 года в Будапеште. Активно заниматься греблей на байдарке начал в раннем детстве, проходил подготовку в будапештском спортивном клубе «Хонвед».
Первого серьёзного успеха на взрослом международном уровне добился в 1994 году, когда попал в основной состав венгерской национальной сборной и побывал на чемпионате мира в Мехико, откуда привёз награду бронзового достоинства, выигранную в зачёте четырёхместных байдарок на дистанции 500 метров — в финале его обогнали только команды из России и Румынии. Благодаря череде удачных выступлений удостоился права защищать честь страны на летних Олимпийских играх 1996 года в Атланте — стартовал в двойках в паре с Петером Алмаши на дистанции 1000 метров, дошёл до финальной стадии, но в решающем заезде финишировал лишь девятым.
После Олимпиады Хегедюш остался в основном составе гребной команды Венгрии и продолжил принимать участие в крупнейших международных регатах. Так, в 1997 году он выступил на возобновлённом чемпионате Европы в болгарском Пловдиве, где четыре раза поднимался на пьедестал почёта, в том числе был лучшим в двойках на двухстах метрах, в четвёрках на пятистах и тысяче метрах. Также в этом сезоне добился успеха на чемпионате мира в канадском Дартмуте, получил золото среди двоек на двухстах метрах и среди четвёрок на пятистах, тогда как в четвёрках на двухстах метрах удостоился серебряной награды.
На домашнем мировом первенстве 1998 года в Сегеде Хегедюш одержал победу в обеих дисциплинах, в которых принимал участие: на дистанции 200 метров среди двухместных и четырёхместных экипажей. Год спустя на аналогичных соревнованиях в Милане в точности повторил это достижение, добавил в послужной список ещё две золотые медали. На чемпионате Европы 2000 года в польской Познани взял бронзу в четвёрках на двухстах метрах, через год на европейском первенстве в Милане на той же дистанции добыл серебро среди двоек и золото среди четвёрок. В то время как на первенстве мира в Познани завоевал очередное золото в двухсотметровой гонке четвёрок, став таким образом семикратным чемпионом мира.
В 2002 году на европейском первенстве в Сегеде Роберт Хегедюш выиграл три медали разного достоинства в трёх разных дисциплинах, в том числе золотую в двойках на двухстах метрах. Последний раз показал сколько-нибудь значимый результат в том же сезоне на чемпионате мира в испанской Севилье, где получил бронзу в двухсотметровом зачёте четырёхместных байдарок. Вскоре по окончании этих соревнований принял решение завершить карьеру профессионального спортсмена, уступив место в сборной молодым венгерским гребцам.